# Buerba
Buerba est un village espagnol de la commune de Fanlo dans la comarque de Sobrarbe (Province de Huesca, Communauté autonome d'Aragon).

## Géographie
Il est perché sur un plateau en face du Canyon de Anisclo, du mont Perdu (3 355 m). Il est situé à une quinzaine de kilomètres d'Ainsa.

## Démographie
Ce village compte une vingtaine d'habitants.

## Accès
On le rejoint de France en passant le tunnel Aragnouet-Bielsa, du côté de Saint-Lary-Soulan (rejoindre Lannemezan par l'autoroute A64).